# Ulica Sławkowska w Krakowie

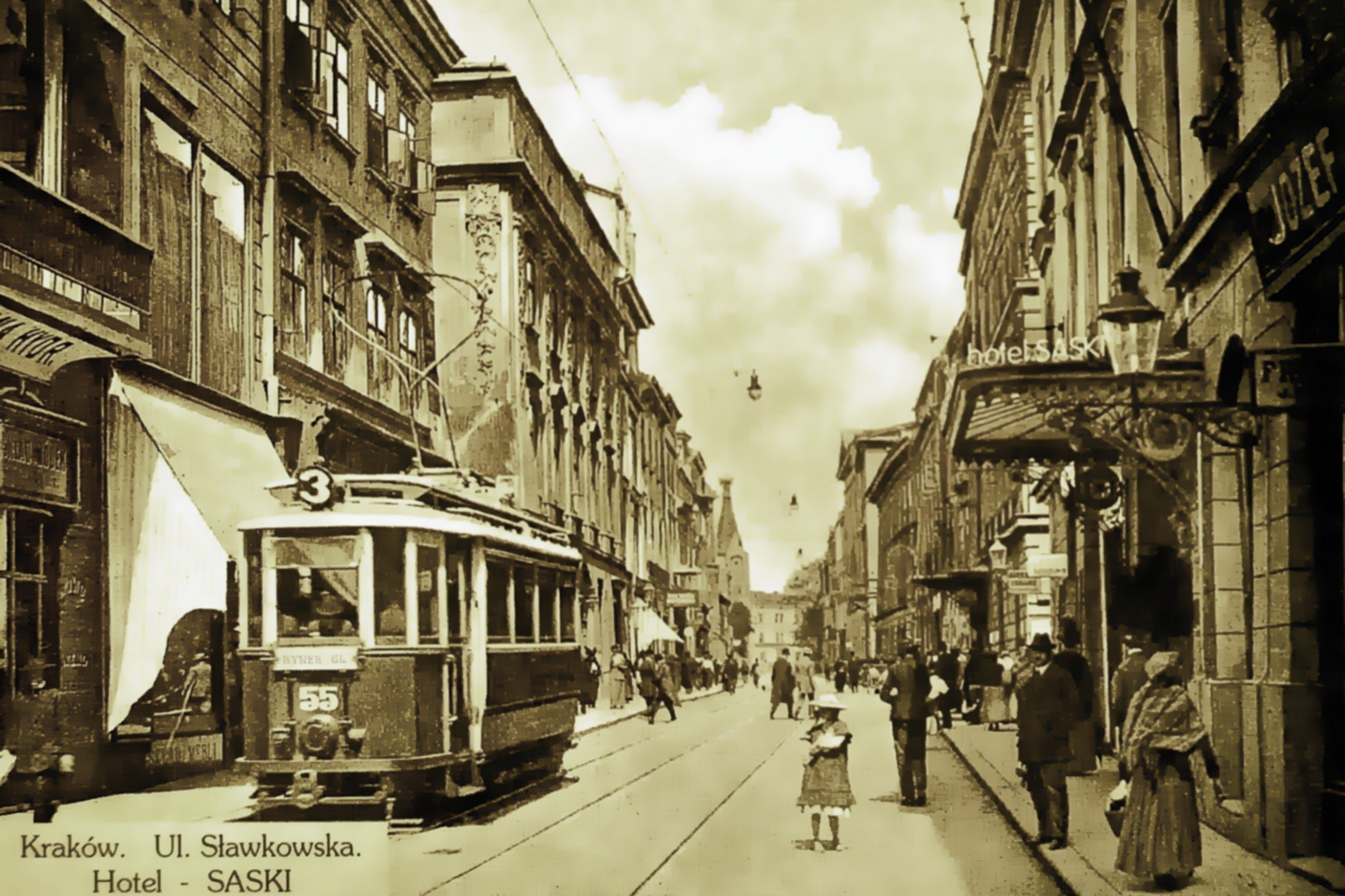
Ulica Sławkowska na pocztówce z 1914 roku.

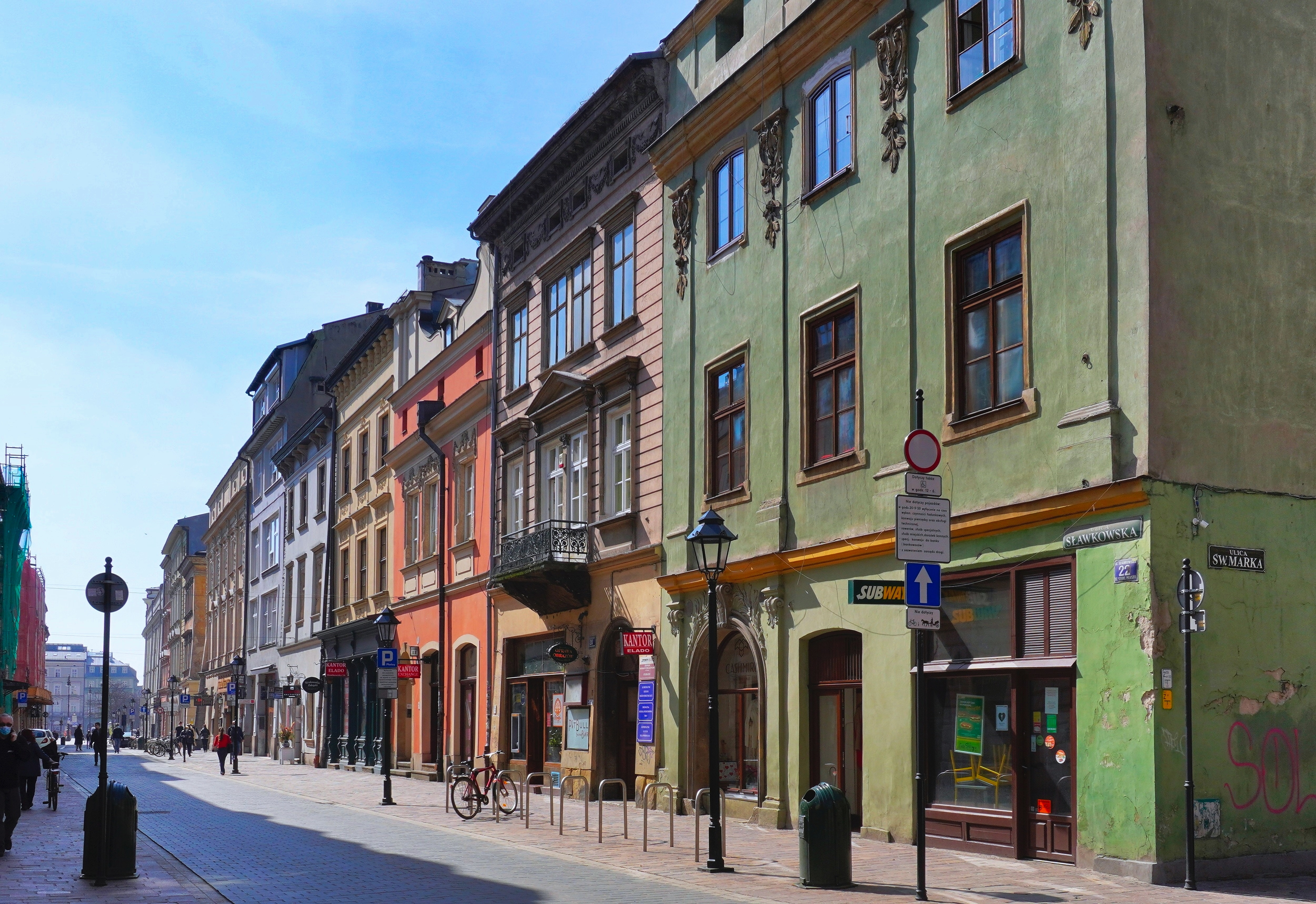
Widok na południowy zachód, pierzeja zachodnia, między skrzyżowaniem z ul. św. Marka i św. Tomasza.

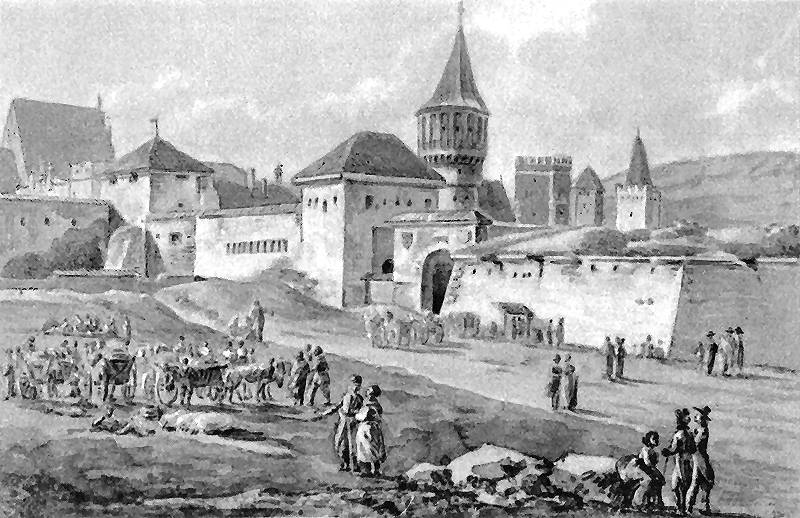
Widok Bramy Sławkowskiej w Krakowie (Zygmunt Vogel, 1799 – rysunek piórem i pędzlem tuszem).

Ulica Sławkowska – ulica w Krakowie, w dzielnicy I Stare Miasto, na Starym Mieście, będąca ongiś częścią średniowiecznego traktu prowadzącego do Sławkowa.
Ulica występuje po raz pierwszy w księgach miejskich z 1307 r. pod nazwą Slacovse gasse. Na końcu ulicy znajdowała się do początku XIX w. Brama Sławkowska (Krawców) i beluarda. Źródła podają, że była to budowla murowana.
Niedaleko bramy Sławkowskiej znajdowała się odlewnia dział, a w samej bramie mieszkał rurmistrz zarządzający miejskim rurmuzem (wodociągiem) znajdującym się pomiędzy Bramą a obecnym klasztorem Reformatów.
W latach 1817–1822 mury i Brama zostały rozebrane. Ulica kończy bieg za linią Plant na wysokości skrzyżowania z ulicą Basztową, gdzie jej przedłużeniem staje się ulica Długa.
W latach 2018–2019 ulica przeszła generalny remont, w ramach którego zmieniono nawierzchnię ulicy z asfaltowej na brukową – jako na ostatniej spośród ulic dochodzących do Rynku, a sam trakt został uzupełniony o stylizowane latarnie. W ramach przebudowy odbyła się również rozbudowa miejskiego ciepłociągu, gazociągu oraz wodociągu.

## Niektóre kamienice
- Nr 1. Kamienica „Pod Jeleniem” (lub „Ludwikowska” od nazwiska właścicieli – Ludwigów) – od połowy XVI stulecia mieścił się w niej zajazd „Pod Jeleniem”. Znajduje się na rogu Rynku Głównego i ul. Sławkowskiej. W zajeździe gościli m.in. Johann W. Goethe i car Mikołaj I.

- Nr 3. „Hotel Saski” – powstał z połączenia w latach 20. XIX w. oberży „Pod Królem Węgierskim” (założonej na początku XIX w. na miejscu kościoła i klasztoru bernardynów przy ul. św. Jana) z trzema sąsiednimi kamienicami przy ulicy Sławkowskiej. Po połączeniu kamienice otrzymały jednakowe elewacje (od ul. św. Tomasza, ul. św. Jana i ul. Sławkowskiej). Pierwszym właścicielem hotelu był Maciej Knotz. Hotel obecną nazwę otrzymał w 2 połowie XIX w. od znajdującej się od strony ul. św. Jana Sali Saskiej w której organizowano koncerty i bale. Występowali w niej m.in. Ferenc Liszt, Johannes Brahms i Ignacy Jan Paderewski. Po II wojnie światowej aż do lat 60. XX w. odbywały się w niej przedstawienia Teatru Kameralnego i Teatru „Groteska”.

- Nr 4. Kamienica Zajdliczowska – z XV w., zachowały się barokowe portale, a w sieni dekoracje stiukowe.

- Nr 5-7. „Grand Hotel” – powstał z połączenia dwóch kamienic: Wężykowskiej (nr 5) i Wierzbięcińskiej (nr 7) w połowie XIX w. Kamienica „Wężykowska” – nazwę zawdzięcza właścicielowi z końca XVI w. Brykczemu Wężykowi, który był sekretarzem królewskim. Jednym z właścicieli Kamienicy „Wierzbięcińskiej” był w 2 połowie XVI wieku Maciej Wierzbięta. Prowadził drukarnię, która wydawała dzieła Jana Kochanowskiego, Mikołaja Reja oraz teksty kalwińskie. Obecnie dziedzińce obu kamienic są nakryte szklanym dachem. Wewnątrz znajduje się sala restauracyjna na planie ośmiokąta, nazywana Lustrzaną.

- Nr 6. Kamienica Pod Gankiem – powstała na początku XIX wieku z połączenia dwóch średniowiecznych kamienic. W sklepie na parterze widoczny jest drewniany polichromowany strop.

- Nr 10. Kamienica Badeniowska – powstała w XVIII wieku z połączenia dwóch kamienic: kamienicy rodziny Badenich (nobilitowanych mieszczan lwowskich) i kamienicy rodziny Darowskich.

- Nr 13. Pałac Tarnowskich – powstał w XVII wieku z połączenia dwóch domów. Zachowana barokowa sień oraz portale. Ta krakowska rezydencja możnego rodu Tarnowskich jest typowym przykładem miejskiego pałacu z odpowiednio ukształtowaną fasadą oraz reprezentacyjnymi pomieszczeniami na pierwszym piętrze (piano nobile). Bogato zdobione wnętrza budynku uzupełniały piękne meble i dzieła sztuki. Znajdowała się tam m.in. cenna galeria obrazów włoskich i flamandzkich mistrzów, która wzmiankowana była w opisach zabytków Krakowa jeszcze w okresie międzywojennym. Kolekcja ta uległa później rozproszeniu. Obok sieni i portali, wartościową ozdobą pałacu są także kartusze herbowe umieszczone nad wejściem. Ponadto, po obu stronach portalu wejściowego znajdują się autentyczne wgłębienia wyżłobione w kamieniu, które służyły do gaszenia w nich pochodni. Na narożu gmachu umieszczony był niegdyś żelazny łańcuch zamykający ulicę na noc oraz podczas oblężenia miasta. Właściciel posesji zobowiązany był do zamykania go na ogromną kłódkę. Łańcuch ten wymieniany jest jeszcze w 1679 r. Do naszych czasów dotrwały jedynie żelazne kabłąki. Pałac Tarnowskich przez wieki stanowił ważny ośrodek życia towarzyskiego w dawnym Krakowie. Po II wojnie światowej postępował proces powolnego niszczenia tej rezydencji. W ostatnich latach przeprowadzono jej gruntowny remont[6].

- Nr 14. Dom Dębiński lub „Pod Beczką” – powstał w XV wieku. W drugiej połowie XVII wieku właścicielem domu był łowczy królewski Kaspar Dębiński. Wówczas elewacja kamienicy została w czasie renowacji budynku ozdobiona malunkami przedstawiającymi różne rodzaje broni. Od lat 90. XX wieku w piwnicy mieści się scena Teatru Starego o nazwie „Przy Sławkowskiej 14”[7].

- Nr 17. – budynek zbudowany dla Towarzystwa Naukowego Krakowskiego w stylu neorenesansowym w 2 połowie XIX wieku w miejscu czterech zburzonych gotyckich kamieniczek. Kolejni właściciele to Akademia Umiejętności, następnie Polska Akademia Umiejętności. Obecnie mieści się tu siedziba Krakowskiego Oddziału Polskiej Akademii Nauk oraz Biblioteka Naukowa Polskiej Akademii Umiejętności i Polskiej Akademii Nauk w Krakowie.

- Nr 18. Kamienica Kuśnierzowska – pochodzi z XIV wieku. Zachowana bez większych zmian architektonicznych. Nazwa pochodzi od jednego z właścicieli – Macieja Kuśnierza. Attyka pochodzi z przełomu XVI i XVII wieku.

- Nr 32. Pałac Badenich – na rogu z ul. Pijarską 7–9, został zbudowany pod koniec XIX wieku. Obecnie mieści się tutaj siedziba Centrum Badań nad Zadłużeniem i Rozwojem przy Uniwersytecie Jagiellońskim.

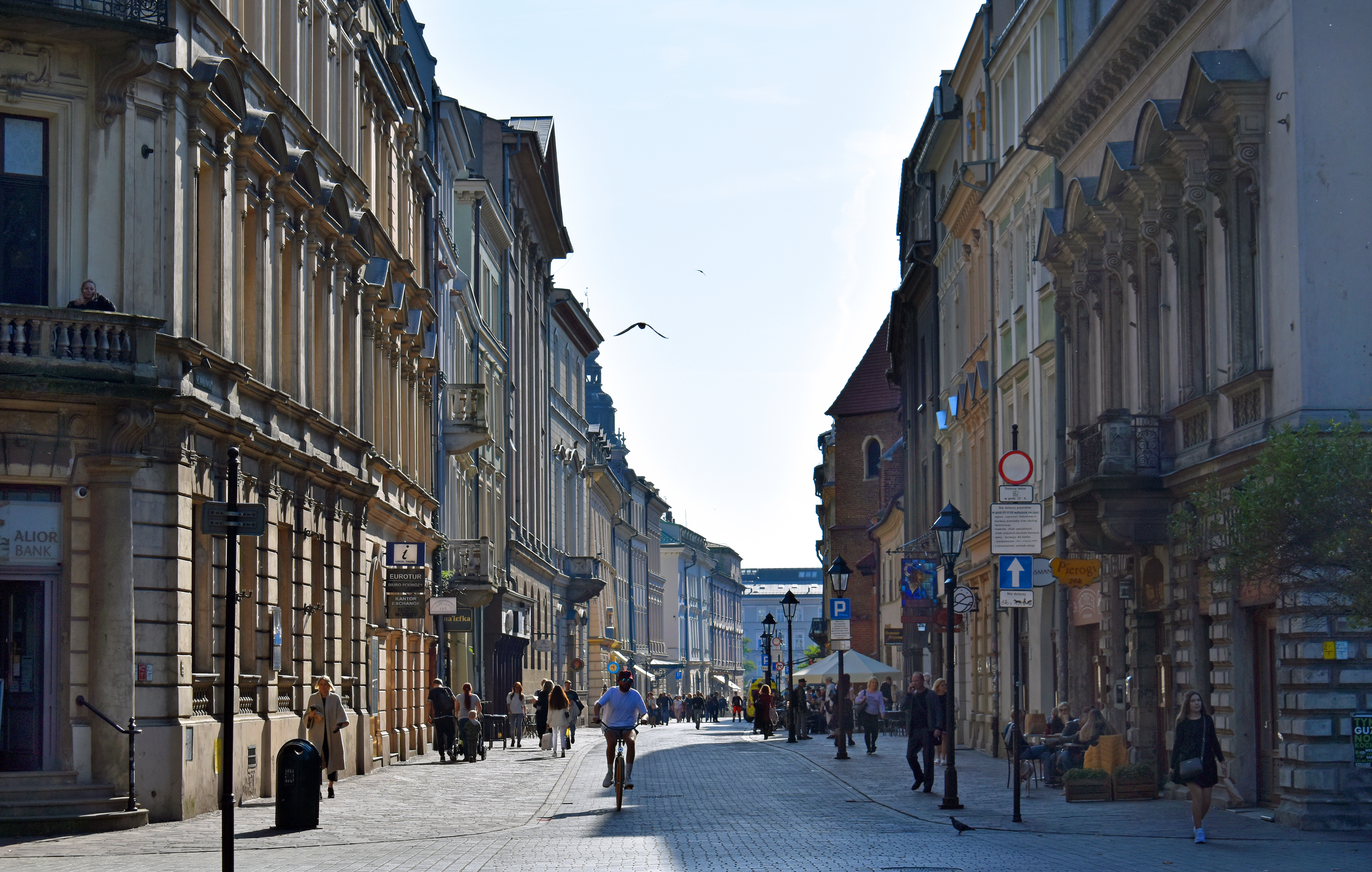
Ulica widziana z Plant (z północy)
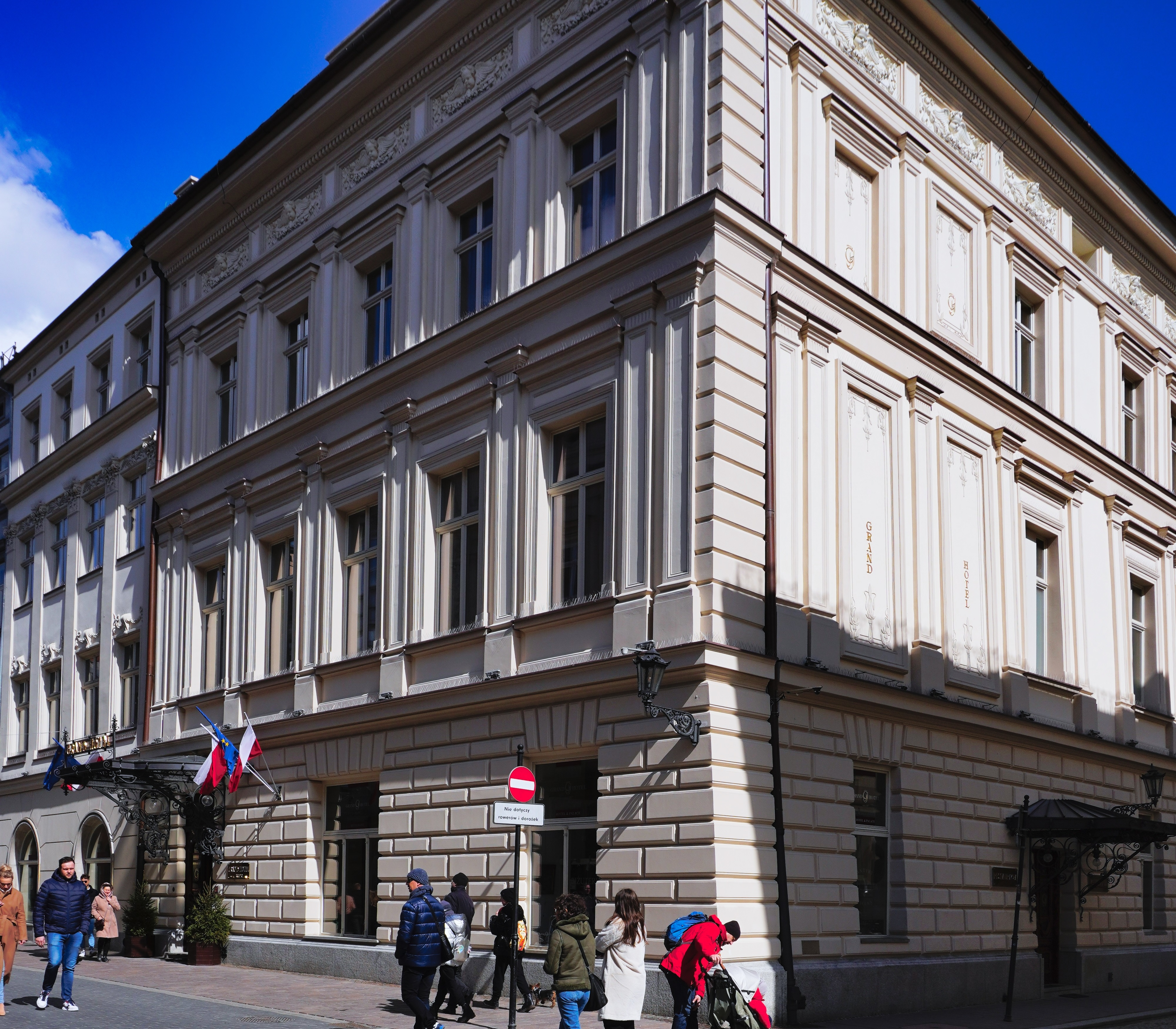
ul. Sławkowska 5–7 Hotel Grand
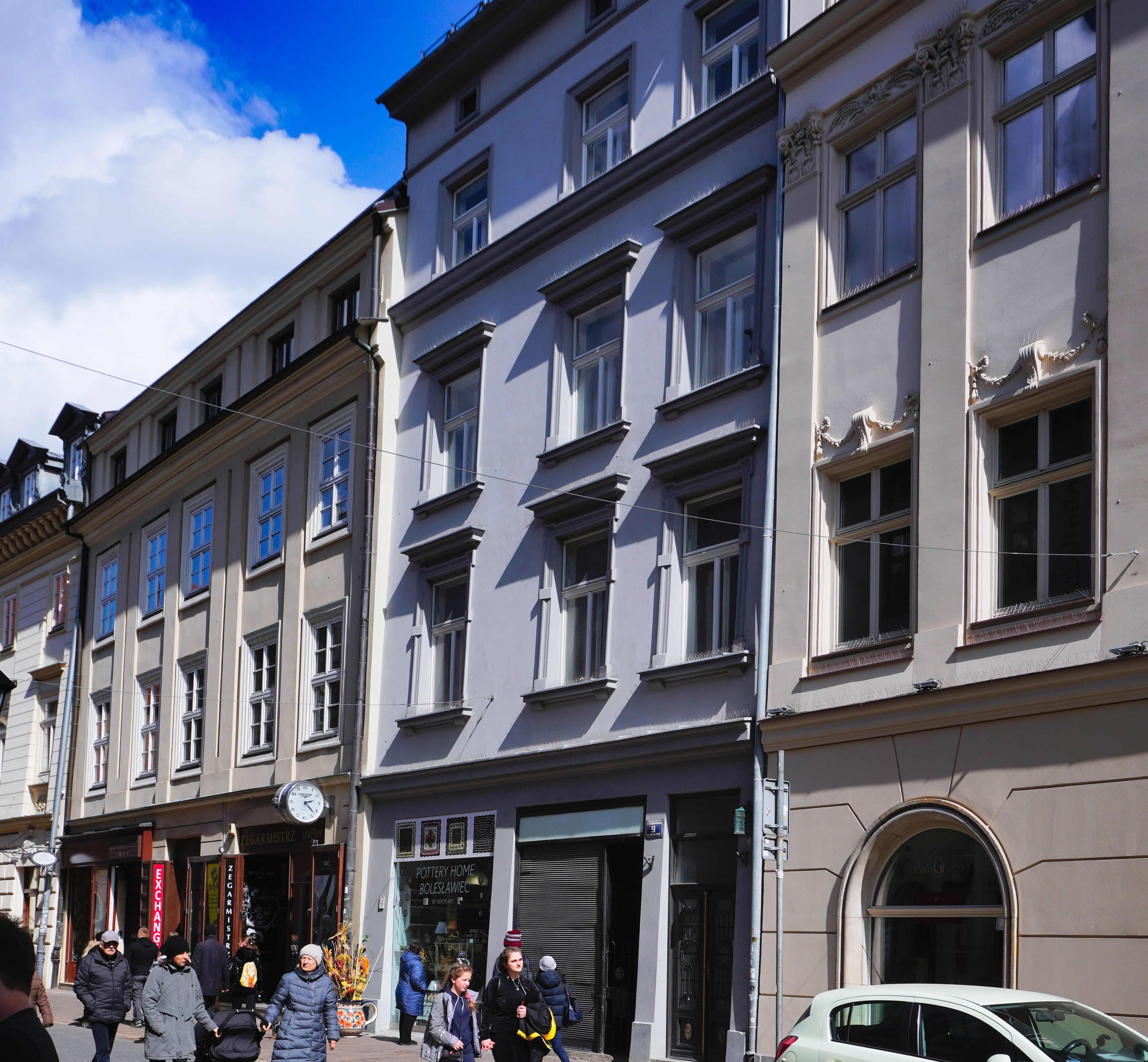
ul. Sławkowska 9 Zabytkowa kamienica
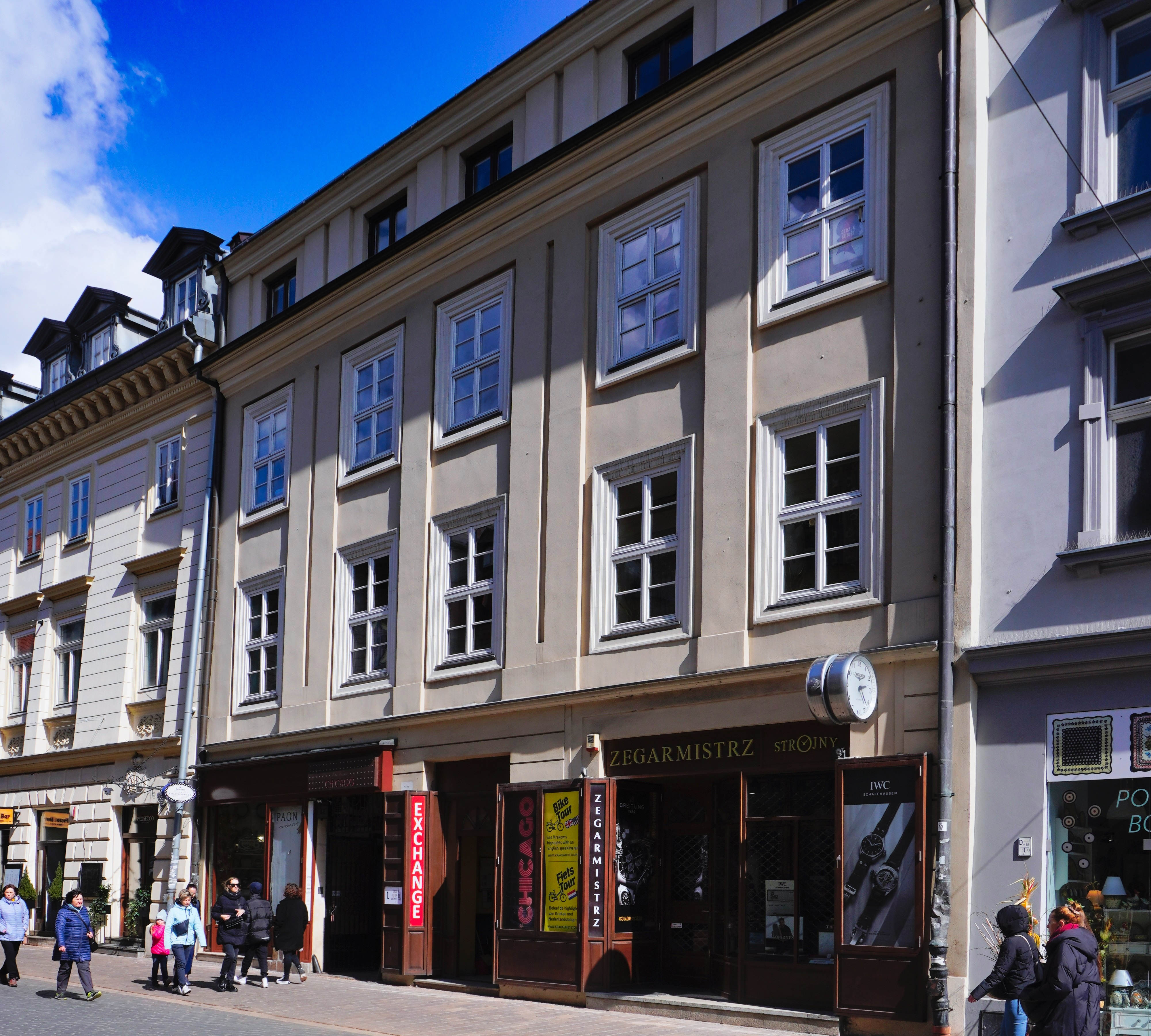
ul. Sławkowska 11 Zabytkowa kamienica
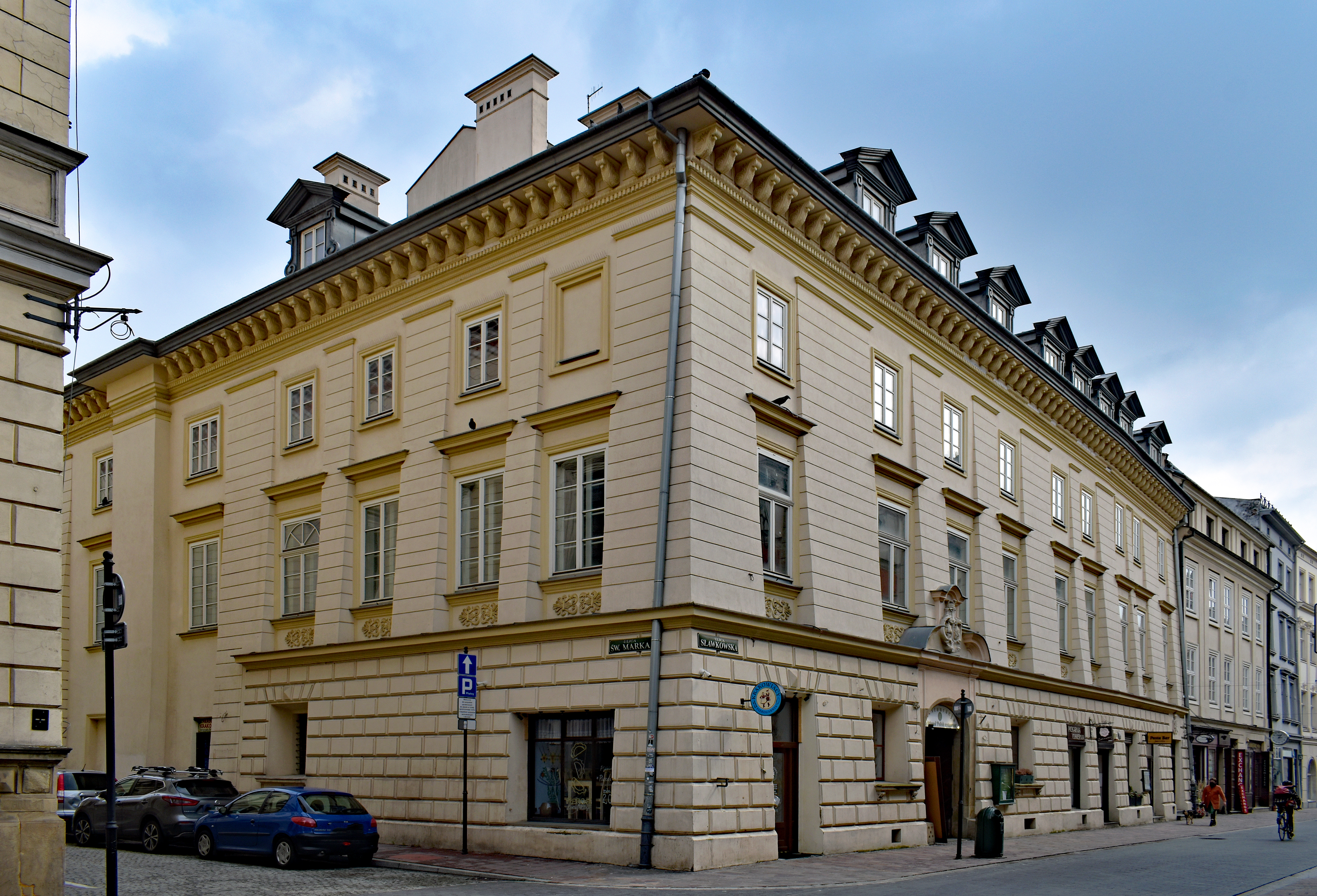
ul. Sławkowska 13-15 Pałac Tarnowskich
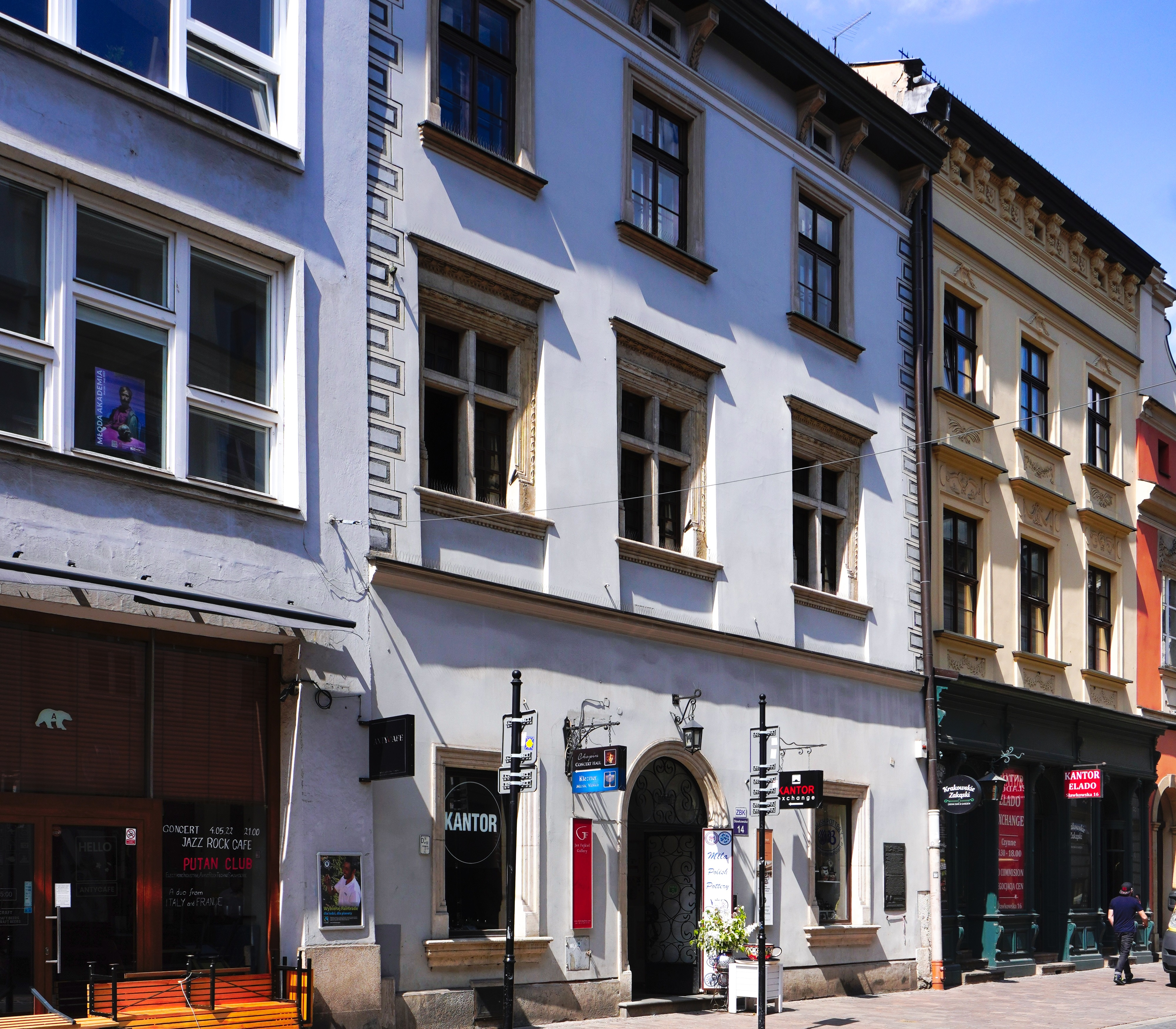
ul. Sławkowska 14 Zabytkowa kamienica
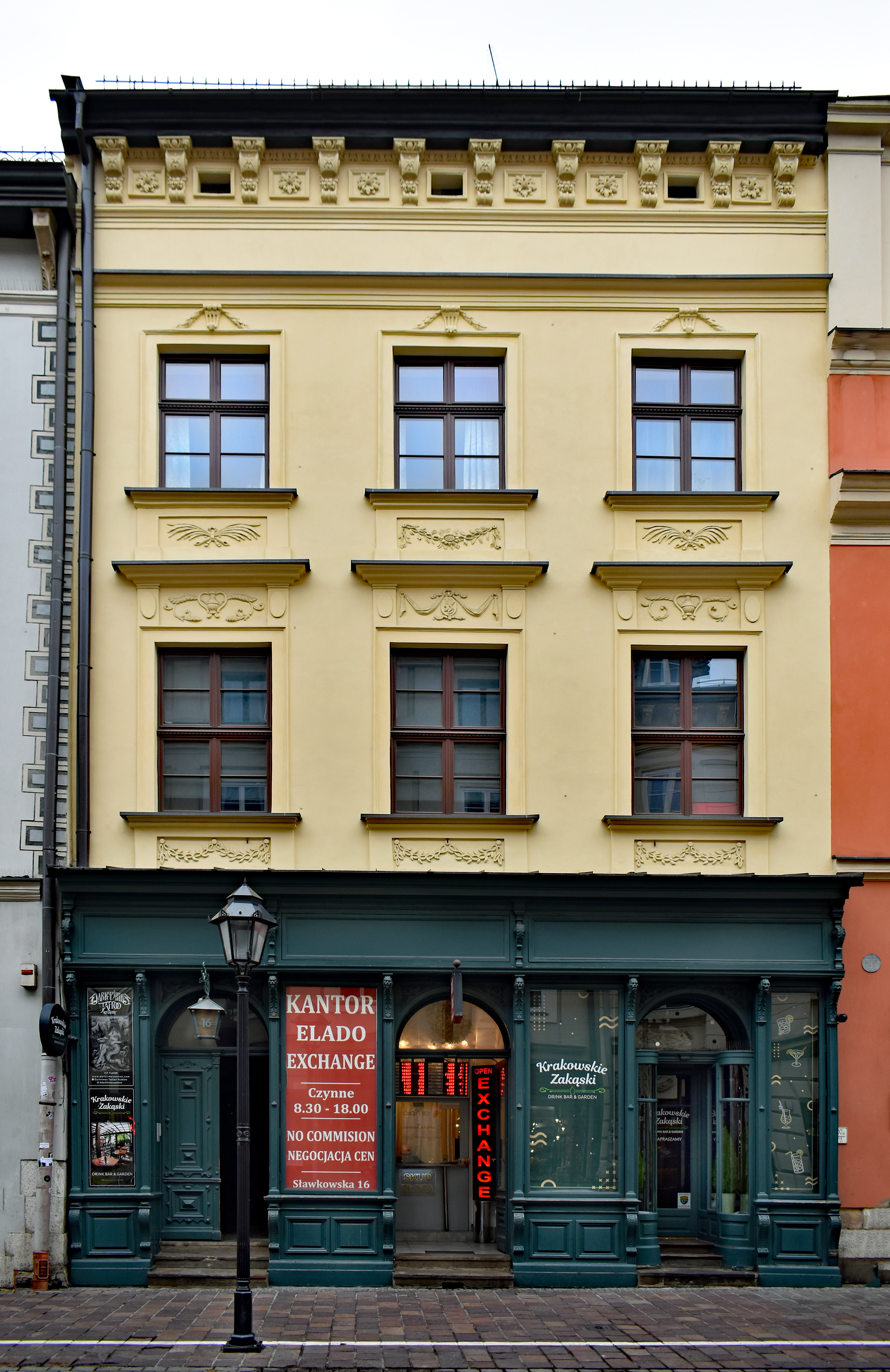
ul. Sławkowska 16 Zabytkowa kamienica
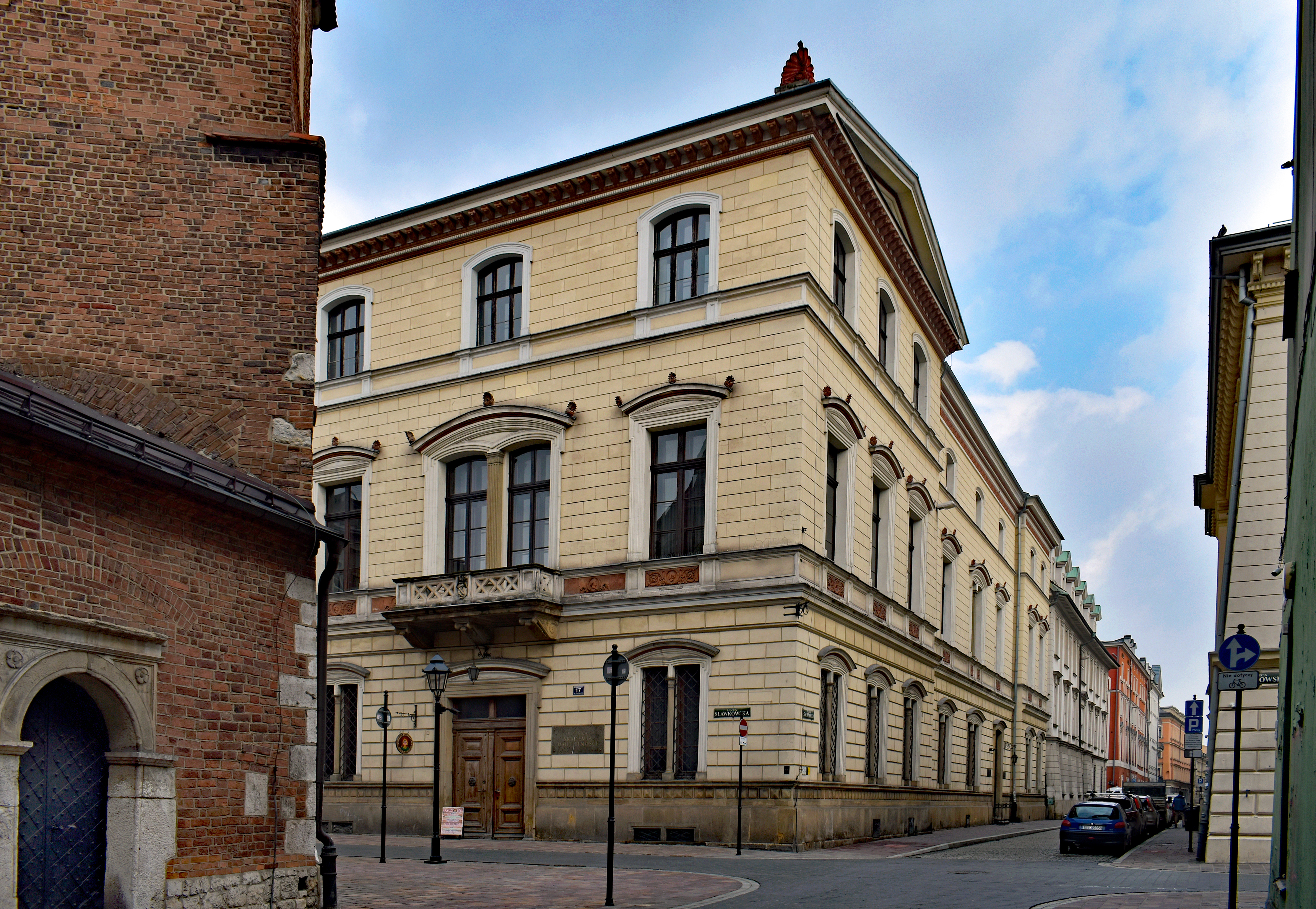
ul. Sławkowska 17 Budynek PAU
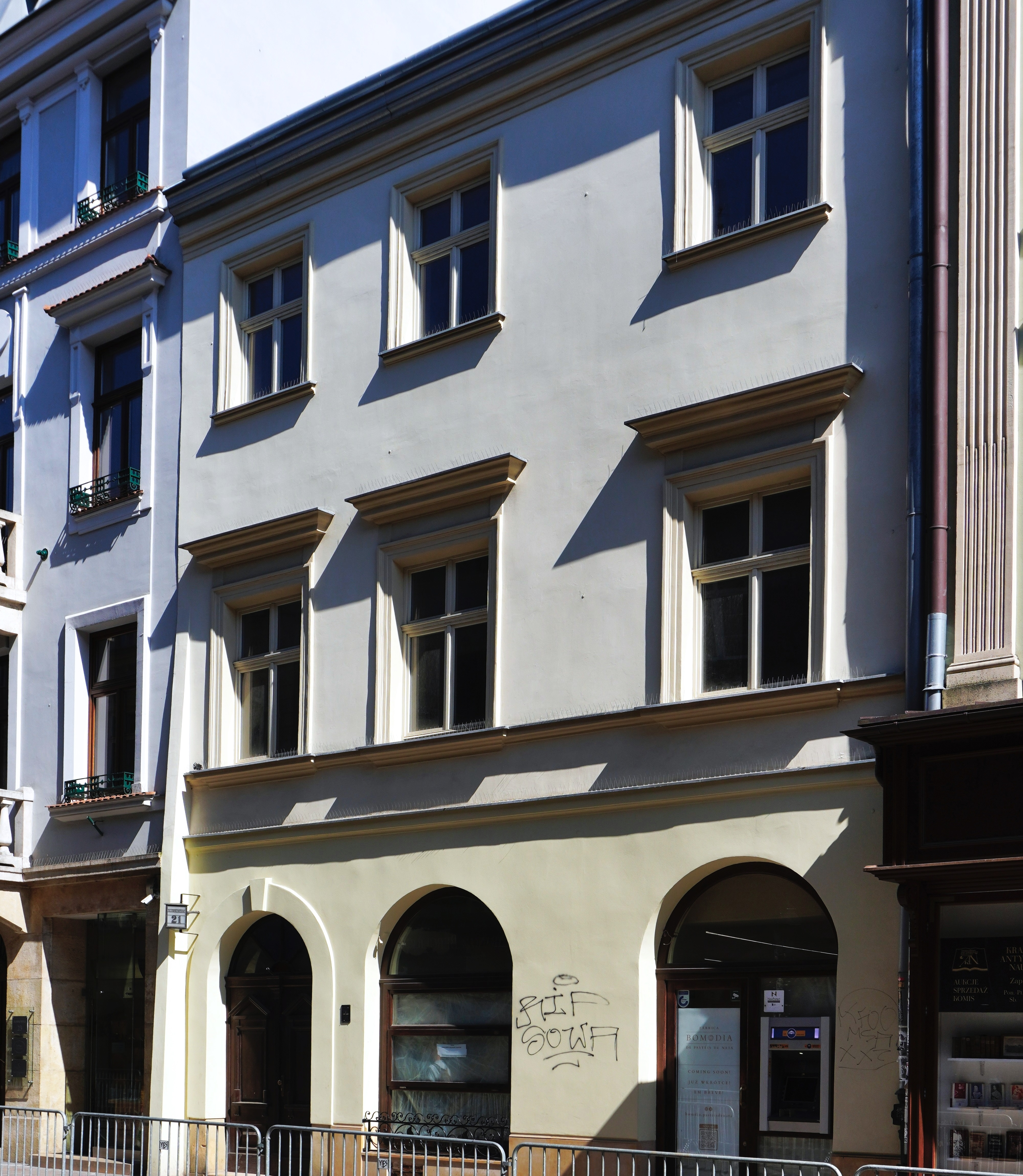
ul. Sławkowska 21 Zabytkowa kamienica
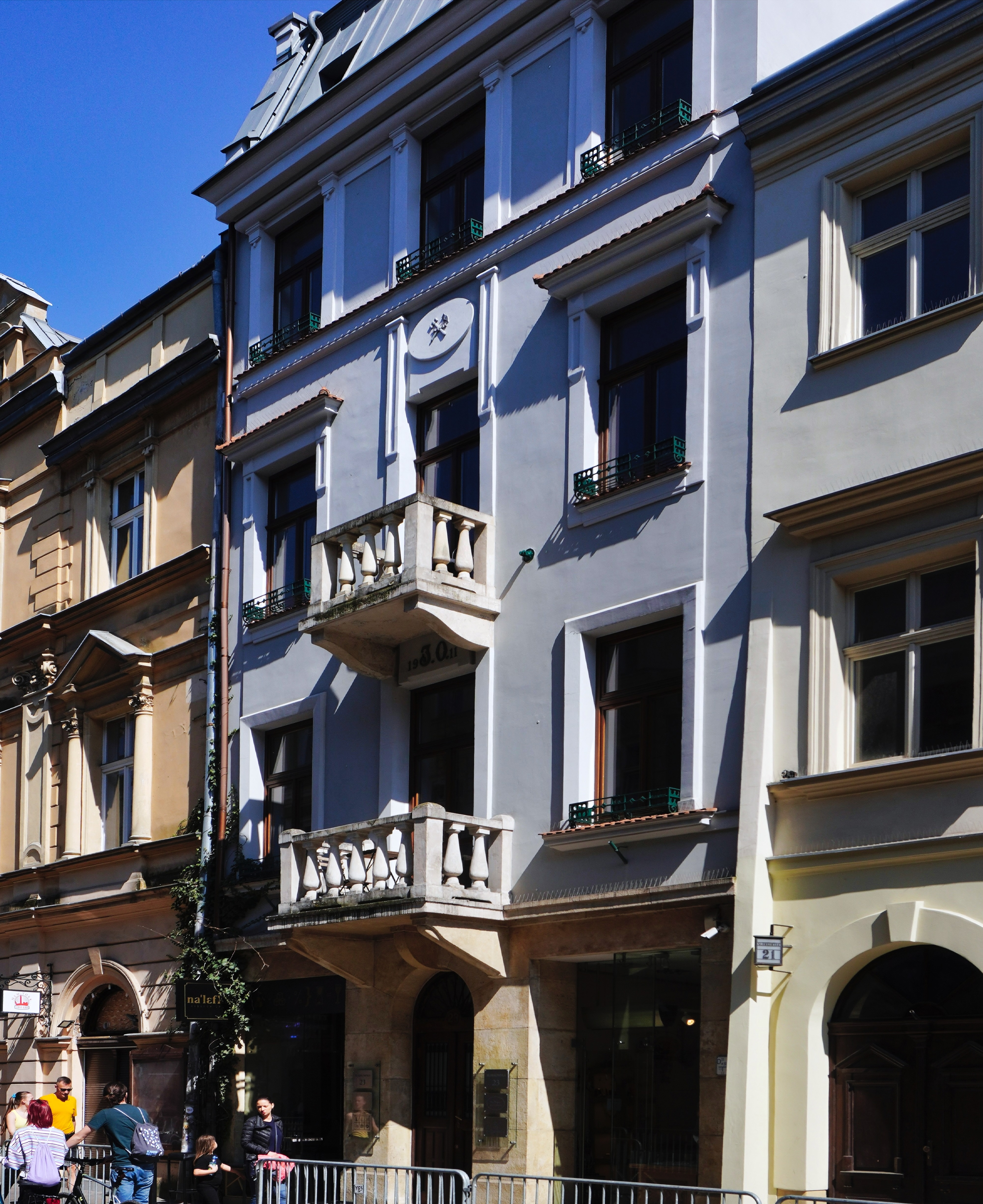
ul. Sławkowska 23 Zabytkowa kamienica
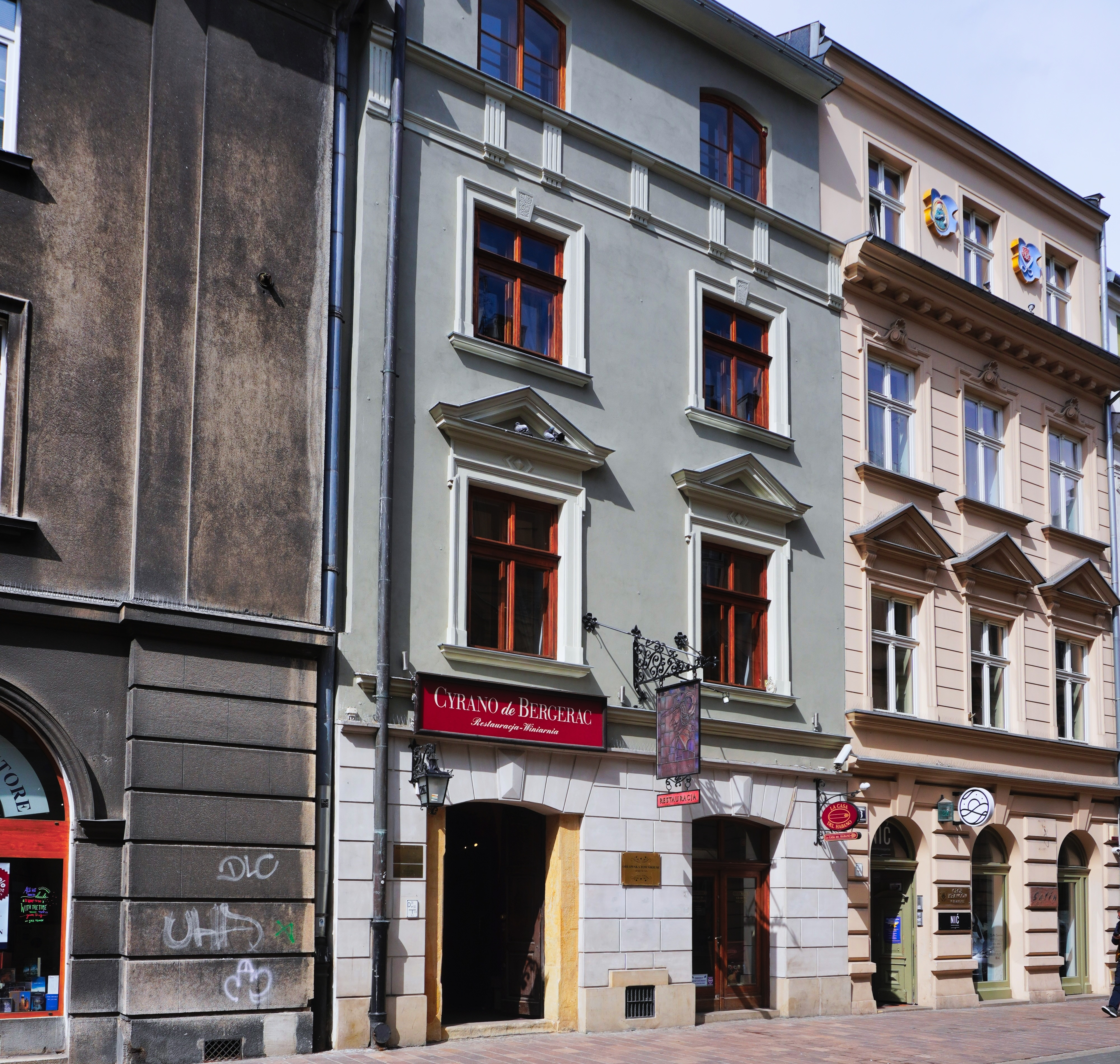
ul. Sławkowska 26 Zabytkowa kamienica
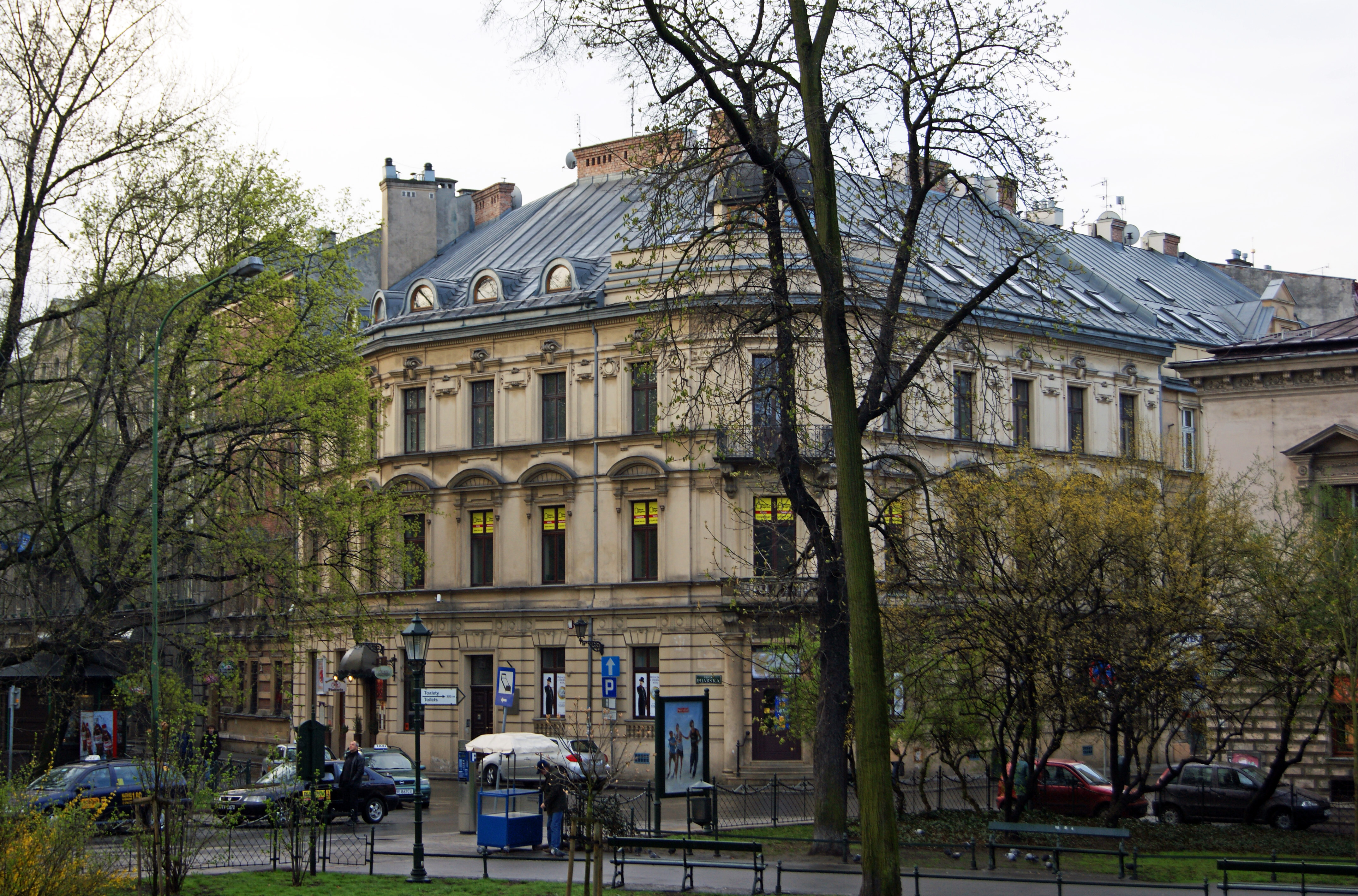
ul. Sławkowska 27 Dom Rożnowskiego
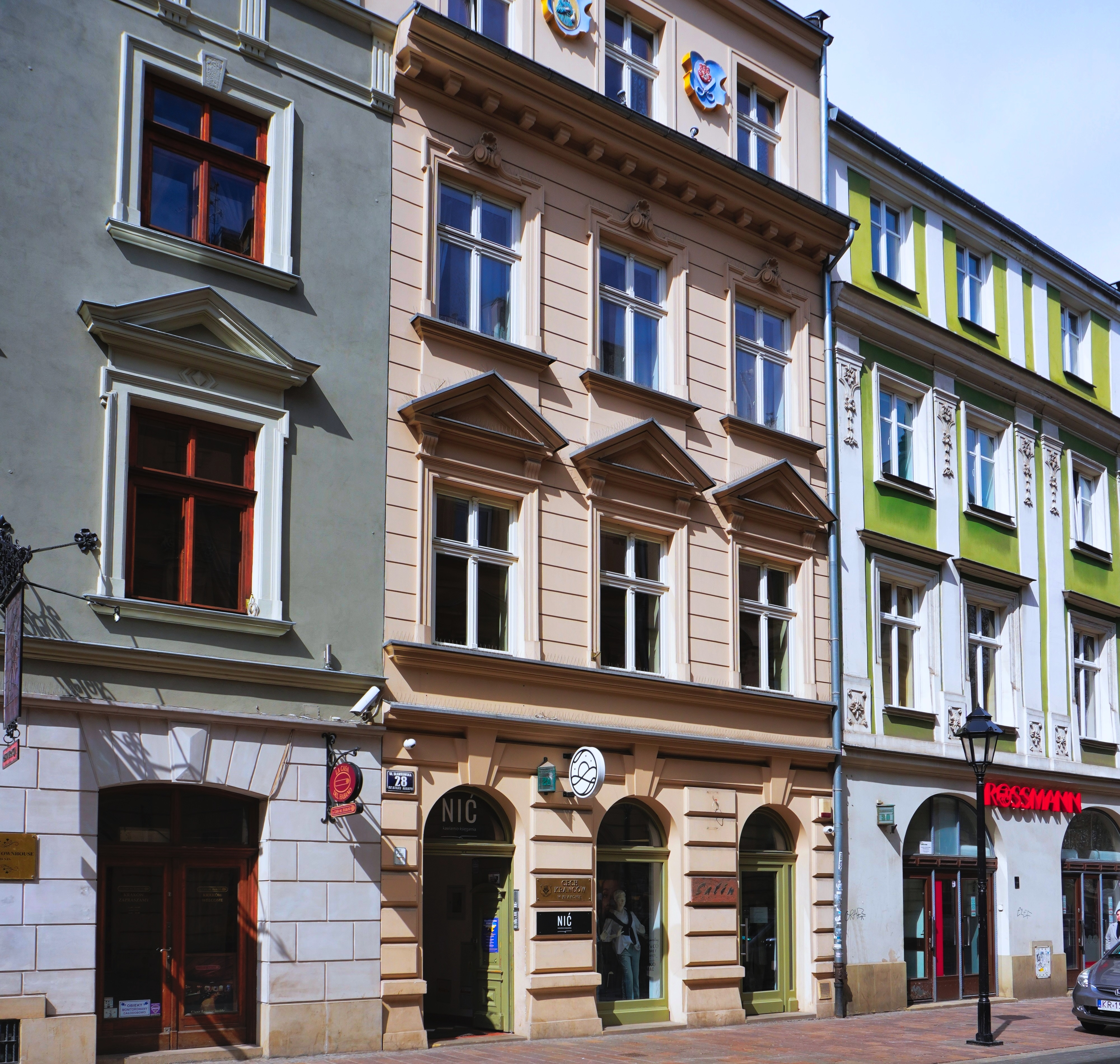
ul. Sławkowska 28 Zabytkowa kamienica, siedziba Cechu Krawców
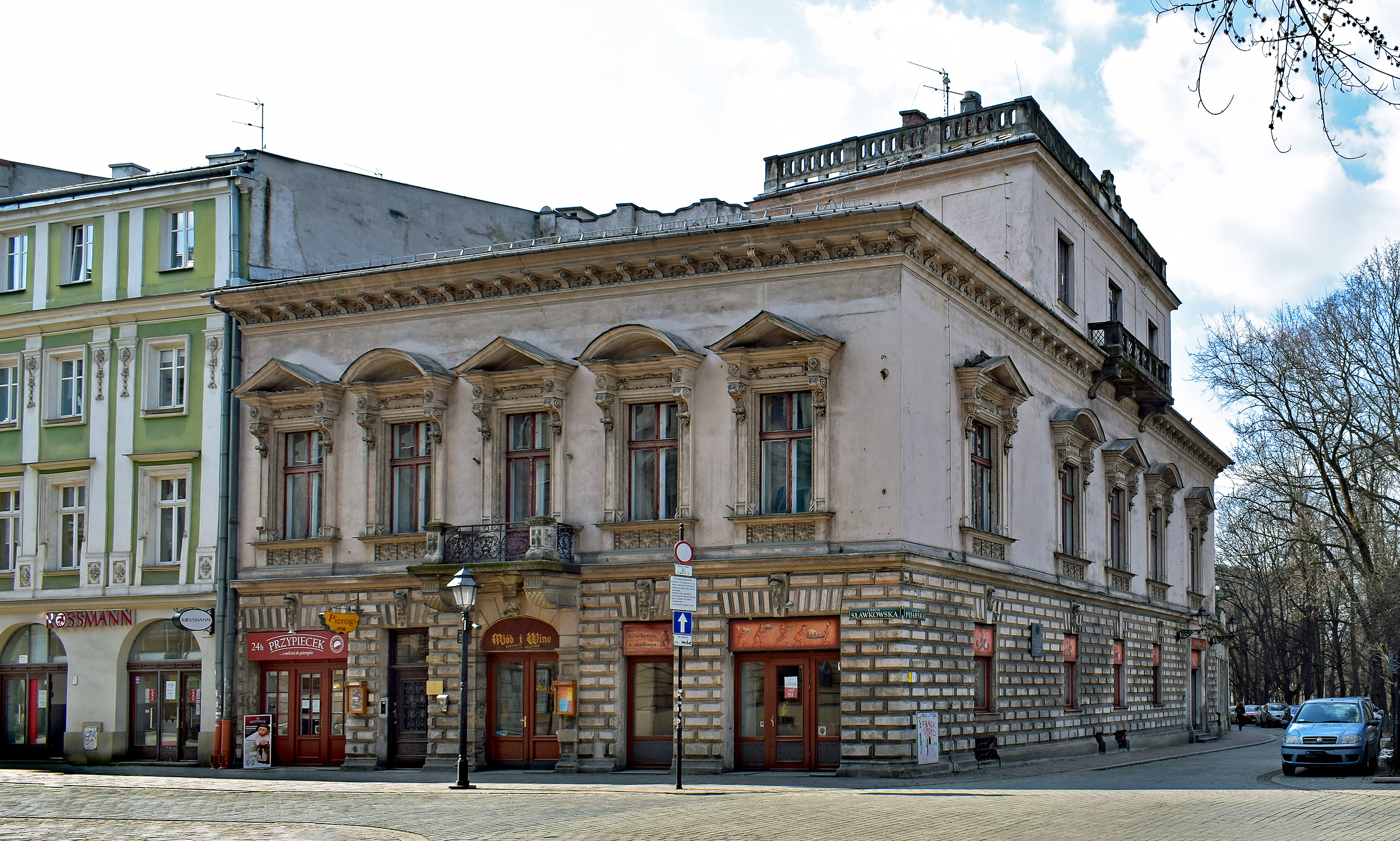
ul. Sławkowska 32 Pałac Badenich